# Jan Kowalczyk
Jan Kowalczyk (Drogomyśl, 18 december 1941 – Warschau, 24 februari 2020) was een Pools ruiter, die gespecialiseerd was in springen. Kowalczyk nam driemaal deel aan de Olympische Zomerspelen. In 1968 en 1972 werd Kowalczyk elfde en twaalfde in de landenwedstrijd. Tijdens de Olympische Zomerspelen 1980 won Kowalczyk de gouden medaille individueel en de zilveren medaille in de landenwedstrijd. 

## Resultaten
- Olympische Zomerspelen 1968 in Mexico-Stad 11e landenwedstrijd springen met Braz
- Olympische Zomerspelen 1972 in München 12e landenwedstrijd springen met Jastarnia
- Olympische Zomerspelen 1980 in Moskou  individueel springen met Artemor
- Olympische Zomerspelen 1980 in Moskou  landenwedstrijd springen met Artemor

1900: Aimé Haegeman ·
1912: Jean Cariou ·
1920: Tommaso Lequio di Assaba ·
1924: Alphonse Gemuseus ·
1928: František Ventura ·
1932: Takeichi Nishi ·
1936: Kurt Hasse ·
1948: Humberto Mariles ·
1952: Pierre Jonquères d'Oriola ·
1956: Hans Günter Winkler ·
1960: Raimondo D'Inzeo ·
1964: Pierre Jonquères d'Oriola ·
1968: William Steinkraus ·
1972: Graziano Mancinelli ·
1976: Alwin Schockemöhle ·
1980: Jan Kowalczyk ·
1984: Joe Fargis ·
1988: Pierre Durand ·
1992: Ludger Beerbaum ·
1996: Ulrich Kirchhoff ·
2000: Jeroen Dubbeldam ·
2004: Rodrigo Pessoa ·
2008: Eric Lamaze ·
2012: Steve Guerdat ·
2016: Nick Skelton ·
2020: Ben Maher ·
2024: Christian Kukuk